# Hovacrex roberti
Hovacrex roberti — вимерлий вид журавлеподібних птахів родини пастушкових (Rallidae). Це була велика курочка, ендемік Мадагаскару. Птах був такого ж розміру, як курочка тасманійська, і його спочатку відносили до того самого роду Tribonyx. Hovacrex також може бути синонімом Gallinula. Кісток крил не знайдено, тому невідомо, чи був вид нелітаючим.

## Назва
Назва роду Hovacrex означає «пастушок Гова», та відноситься до корінного племені гова. Видовий епітет вшановує Альфонса Робера, який працював помічником Чарльза Іммануеля Форсайта Мейджора під час його подорожі на Мадагаскар у 1894-1896 роках.